# Comité national de la Conférence consultative politique du peuple chinois
13e comité
Le Comité national de la Conférence consultative politique du peuple chinois (chinois : 中国人民政治协商会议全国委员会 ; pinyin : Zhōngguó Rénmín Zhèngzhì Xiéshāng Huìyì Quánguó Weiyuánhuì , abrégé en 政协全国委员会 ou 全国政协) est l'organe central de la Conférence consultative politique du peuple chinois (CCPPC), assemblée non décisionnelle de partis politiques placée sous la direction du Parti communiste chinois.

## Présentation
Le comité national de la CCPPC se réunit tous les ans en mars. En dehors de la période de la séance plénière du comité, le comité permanent prend la fonction.

## Partis et organisations membres
- Parti communiste chinois (en pinyin : Zhōngguó Gòngchǎndǎng) : plus de 90 millions de membres.
- Comité révolutionnaire du Kuomintang : 53 000 membres. Fondé en 1948 par des membres dissidents du Kuomintang, alors sous le contrôle du général Tchang Kaï-chek.
- Ligue démocratique de Chine (Zhōngguó Mínzhǔ Tóngméng) : 144 000 membres. Fondée en 1941 par des intellectuels.
- Association de construction nationale démocratique de Chine (Zhōngguó Mínzhǔ Jiànguó Huì), formée en 1945 par des éducateurs et des entrepreneurs (industriels et commerçants).
- Association chinoise pour la promotion de la démocratie (Zhōngguó Minzhu Cujin Hui) : 117 500 membres. Fondée en 1945 par des intellectuels, médecins, professeurs d’écoles primaires et collèges, ainsi que des éditeurs.
- Parti démocratique des ouvriers et des paysans de Chine (Zhōngguó Nónggōng Mínzhǔ Dǎng) : 65 000 membres. Fondé en 1930 par des intellectuels, médecins, artistes et éducateurs.
- Parti chinois pour l'intérêt public (en) (Zhōngguó Zhìgōngdǎng), fondé en 1925 pour attirer le soutien de la diaspora chinoise.
- Société du 3 septembre ou Société du Jiusan (Jǐusān Xuéshè) : 68 000 membres. Fondée en 1945 par un groupe de professeurs d'université et de scientifiques pour commémorer la victoire de la « guerre internationale contre le fascisme ».
- Ligue de l'autonomie taïwanaise (Táiwān Mínzhǔ Zìzhì Tóngméng) : 1 600 membres ; créée en 1947 par les « patriotes soutenant la démocratie taïwanaise et résidant en Chine continentale ».